# Gu Yuan
Gu Yuan (chinesisch 顧原, Pinyin Gù Yuán; * 9. Mai 1982 in Yingkou) ist eine ehemalige chinesische Leichtathletin, die sich auf den Hammerwurf spezialisiert hat.

## Sportliche Laufbahn
Erste internationale Erfahrungen sammelte Gu Yuan im Jahr 1998, als sie bei den Asienmeisterschaften in Fukuoka den erstmals ausgetragenen Hammerwurfbewerb mit einer Weite von 61,86 m gewann. 2002 siegte sie dann erneut bei den Asienmeisterschaften in Colombo mit neuem Landesrekord von 71,10 m und siegte daraufhin auch beim IAAF World Cup in Madrid mit einem Wurf auf 70,75 m. Zudem nahm sie erstmals an den Asienspielen in Busan teil und gewann dort mit 70,49 m die Goldmedaille. Im Jahr darauf belegte sie bei den Weltmeisterschaften nahe Paris mit 70,77 m den vierten Platz und siegte daraufhin bei den Asienmeisterschaften in Manila mit 70,78 m. 2004 qualifizierte sie sich für die Teilnahme an den Olympischen Spielen in Athen, bei denen sie mit 69,76 m im Finale den zehnten Platz belegte.
Bei den Leichtathletik-Weltmeisterschaften 2005 in Helsinki brachte sie keinen gültigen Versuch zustande und gewann anschließend bei den Asienmeisterschaften im südkoreanischen Incheon mit 63,89 m die Silbermedaille hinter ihrer Landsfrau Zhang Wenxiu. Im Jahr darauf nahm sie erneut an den Asienspielen in Doha teil und gewann dort mit einem Wurf auf 65,13 m ebenfalls die Silbermedaille hinter Zhang Wenxiu. 2007 startete sie bei der Sommer-Universiade in Bangkok und erreichte dort mit 58,03 m Rang 16 und beendete daraufhin ihre aktive sportliche Karriere im Alter von 25 Jahren.
In den Jahren 1998 und 2003 wurde Gu chinesische Meisterin im Hammerwurf.